# Export (bière)

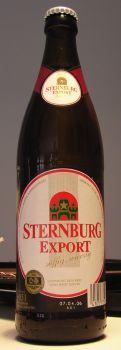
Export de Sternburg

L'Export, Export Bier ou Dortmunder est une bière allemande de fermentation basse brassé depuis 1873. Titrant environ 5 %, elle peut être brune ou blonde.
Il existe trois sortes d'Export : les Dortmunder, Münchener et Wiener.

## Histoire
La Export était autrefois destinée à l'exportation. Sa fermentation basse lui permettait une meilleure conservation. La bière était produite avec une teneur en alcool plus élevée que celle destinée au marché local : cela permettait d'économiser sur les coûts de transport, la bière pouvant être coupée à l'eau à l'arrivée.
Sa forte teneur en alcool et son goût intense lui valurent un succès sur le marché local. À partir années 1970, la Export a cependant perdu en importance en Allemagne au profit de la Pils.